# Csiki Gábor
Csiki Gábor (Székelykeresztúr, 1891. november 19. – Budapest, 1965. december 15.) unitárius lelkész, püspöki helynök, szakíró.

## Életútja
Székelykeresztúron és Kolozsváron tanult. A teológiát 1915-ben végezte. Az első világháborúban tábori lelkészként szolgált. 
1920-tól 1922-ig tanulmányutat tett Angliában és az Amerikai Egyesült Államokban a Meadville Lombard Teológiai Iskolában, amely díszdoktorává választotta. Külföldről hazatérve az unitárius egyház vezetése megbízta a második budapesti unitárius gyülekezet és missziós központ megszervezésével. Külföldi útján az angol és amerikai unitáriusok támogatásával nagyobb pénzösszeget gyűjtött, amelynek segítségével megvásárolta az egyház a Budapest, IX. kerület, Rákos utca 3. szám alatti ingatlant. Ebben alakították ki a Unitárius Misszió Házat 1923-ban. 1928-ban pedig az ingatlan hátsó felében kialakították Budapest második erdélyi stílusú, festett kazettás mennyezetű templomát. Felszentelésére 1929. február 10-én került sor. Jelentős szervezési munkát végzett a Misszió Ház létesítése által, fellendítette az egyházi egyesületek működését, valamint az ifjúság valláserkölcsi nevelését.
Püspöki helynök 1947–1957 között, a magyar állam és az unitárius egyház közötti egyezmény aláírója (Gálfalvi Istvánnal és Gyallay Pap Domokossal, 1948). Az Egyházi Elnöki Tanács tagja (1956). 1957-ben nyugdíjazták. 

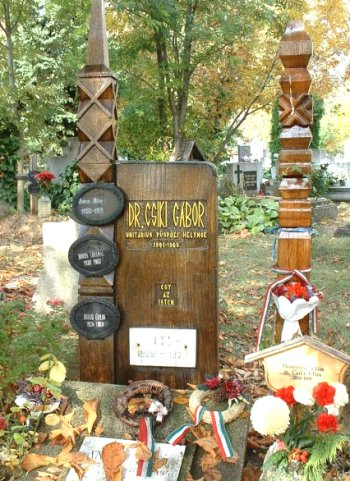
Csiki Gábor sírja a Farkasréti temetőben

1965. december 15-én hunyt el Budapesten. Sírja a Farkasréti temetőben található. Sírját védetté nyilvánította a Nemzeti Örökség Intézete.

## Munkái
- Hiszek Egy Istenben
- Gondolatok a hit világából
- Gyászbeszéd - megjelent az Unitárius Közlöny 1918. augusztusi számában, 119. oldal
- Orbán Balázs emlékezete